# Aleksiej Stiefanow
Aleksiej Gieorgijewicz Stiefanow (ros. Алексей Георгиевич Стефанов, ur. 1902 w guberni kałuskiej, zm. 1967 w Moskwie) – funkcjonariusz radzieckich służb specjalnych, generał major.

## Życiorys
Syn rosyjskiego stolarza. W 1919 skończył techniczną szkołę zawodową w Kozielsku, pracował w szkole rzemieślniczej. Od stycznia 1921 do marca 1922 kierownik wydziału organizacyjnego powiatowego komitetu Komsomołu w Kozielsku, od marca 1922 do marca 1924 sekretarz odpowiedzialny powiatowego komitetu Komsomołu w Kozielsku, od kwietnia 1924 do grudnia 1930 służył w wojskach pogranicznych OGPU jako politruk. Od sierpnia 1924 członek RKP(b)/WKP(b), od maja 1930 do lutego 1932 propagandzista komórki WKP(b) w moskiewskiej fabryce "Elektroswiet", od lutego do października 1932 sekretarz komórki partyjnej w tej fabryce, od października 1932 do października 1933 instruktor wydziału organizacyjnego rejonowego komitetu WKP(b) w Moskwie, później instruktor rejonowego komitetu wykonawczego. Od 28 lutego 1939 do 7 marca 1941 specjalny pełnomocnik NKWD ZSRR, od 9 marca 1939 major, a od 14 marca 1940 starszy major bezpieczeństwa państwowego, od 7 marca do 11 sierpnia 1941 zastępca szefa Wydziału Kadr i szef Specjalnej Inspekcji NKGB ZSRR, od 11 sierpnia 1941 do marca 1946 zastępca szefa Wydziału Kadr i szef Inspekcji Specjalnej NKWD ZSRR, 14 lutego 1943 awansowany na komisarza bezpieczeństwa państwowego, a 9 lipca 1945 na generała majora. Od marca 1946 do marca 1947 zastępca szefa Wydziału Kadr i szef Specjalnej Inspekcji MWD ZSRR, od 8 marca 1947 do maja 1953 zastępca szefa Wydziału Więziennictwa MWD ZSRR, później zastępca szefa Centralnego Archiwum Państwowego Armii Czerwonej, 1956 szef sztabu Miejskiej Obrony Powietrznej Obiektów Głównego Zarządu Archiwów MWD ZSRR, 25 lipca 1956 zwolniony ze służby.

## Odznaczenia
- Order Wojny Ojczyźnianej II klasy (21 kwietnia 1945)
- Order Czerwonej Gwiazdy (dwukrotnie, m.in. 20 września 1943)
- Order „Znak Honoru”

I 5 medali.